# Kirsti Paltto
Kisti Paltto (nevének finn nyelvű változata Kirsti Paltto; Utsjoki, 1947. február 11. –) számi tanár, író.

## Élete és munkássága
Finnország északi határán, Utsjoki község Outakoski nevű kis településén született. Szülei kisbirtokosok voltak. Elemi iskoláit helyben, számi gyermekekkel együtt végezte. A Botteni-öböl partján fekvő Raahe városában végezte el a tanárképző főiskolát 1971-ben. Általános iskolai tanárként dolgozott. 1975 óta foglalkozott szépirodalommal, több mint 20 kötete jelent meg.
A finn közszolgálati rádió is bemutatta több rádiójátékát. 1995-től a a Ravgos színház igazgatója. 2010-ben élethossziglani állami ösztöndíjat kapott.

## Publikációk (válogatás)

### Gyermek- és ifjúsági irodalom
- Vilges geađgi (illusztrátor Tuula Mukka), 1980
- Go Ráhkun bođii Skáhpenjárgii, 1982
- Golleozat. Sápmelaš álbmotmáidnasa vuođul (illusztrátor Merja Aletta Ranttila), 1984
- Dávggáš ja násti (illusztrátor Sigga-Marja Magga), 1988
- Divga (illusztrátor Mika Launis), 1990
- Urbi, 1994
- Ája (illusztrátor Inghilda Tapio), 2007
- Ale fal muital, 2013
- Luohtojávrri oainnáhusat (illusztrátor Sunna Kitti), 2016
- Jođašeadddji násti, 2019

### Lírika
- Riđđunjárga, 1979
- Beaivváža bajásdánsun, 1985
- Beštoriin, 1997

### Novellák
- Soagŋu, 1971
- Risten, 1981
- Guovtteoaivvát nisu, 1992
- Suoláduvvon 2001

### Regények
- Guhtoset dearvan min bohccot, 1987
- Guržo luottat, 1991
- 256 golláža, 1992
- Násttit muohtagierragis, 2007
- Gávdnui guhkkin váris, 2015

### Egyéb
- Saamelaiset, 1973 (Pamflet) (finnül)
- Savvon. Sámi Girječálliid Searvvi antologiija, 1983 Saamelaiset (észak-számi nyelvű számi irodalom antológiája, szerkesztőként)